# Pur et dur (film)
Pour plus de détails, voir Fiche technique et Distribution.
Pur et dur (One Tough Cop) est un film américain réalisé par Bruno Barreto, sorti en 1998.

## Fiche technique
- Titre : Pur et dur
- Titre original : One Tough Cop
- Réalisateur : Bruno Barreto
- Scénario : Jeremy Iacone
- Pays d'origine :  États-Unis
- Photographie : Ron Fortunato
- Musique : Bruce Broughton
- Format :
- Genre :
- Durée : 87 minutes
- Date de sortie : 1998

## Distribution
- Stephen Baldwin : Bo Dietl
- Chris Penn : Duke Finnerty
- Gina Gershon : Joey O'Hara
- Mike McGlone : Rickie La Cassa
- Frank Pelligrino : Lieutenant Raggio
- Edmonte Salvato : Big Jelly
- Frank Gio : Sally Florio
- Jason Blicker : Philly Nose
- Harvey Atkin : Rudy
- Paul Guilfoyle : Frankie
- Vito Rezza
- Luis Guzmán
- Amy Irving
- Michael Rispoli
- Nigel Bennett